# Clément Rosset
Clément Rosset (Barneville-Carteret, 12 ottobre 1939 – Parigi, 27 marzo 2018) è stato un filosofo e scrittore francese.

## Biografia
Dopo gli studi presso l'École normale supérieure, ebbe l'agrégation in filosofia nel 1965. Nei due anni successivi insegnò francese presso l'Università di Montréal, poi si stabilì a Nizza, in Francia, dove ha insegnato filosofia fino al momento del pensionamento, nei tardi anni novanta.
Il grosso del suo lavoro consiste in circa 30 opere, tutti brevi studi o saggi su vari argomenti. Il più popolare è probabilmente  Le réel et son double, che tratta in maniera originale del carattere inevitabilmente illusorio della rappresentazione.
Arthur Schopenhauer, su cui Rosset ha pubblicato alcuni studi, rimane un riferimento costante in tutto il suo lavoro. La lotta contro la depressione ha lasciato un'impronta alquanto personale sui suoi ultimi scritti.
È nipote del pittore Jean Dries.

## Opere

### In inglese
- Joyful Cruelty: Toward a Philosophy of the Real (Free Association, 2010, ISBN 978-0-9796121-1-4)
- The Real and its Double Archiviato il 28 agosto 2012 in Internet Archive. (The University of Chicago Press, 2012, ISBN 978-0-8574203-4-3)

### In francese
- 1960, La Philosophie tragique;
- 1962, Le monde et ses remèdes;
- 1965, Lettre sur les chimpanzés : plaidoyer pour une humanité totale; Essai sur Teilhard de Chardin;
- 1967, Schopenhauer :  philosophe de l'absurde;
- 1969, L'Esthétique de Schopenhauer;
- 1971, La logique du pire: éléments pour une philosophie tragique;
- 1971, L'anti-nature : éléments pour une philosophie tragique;
- 1976(84), Le réél et son double : essai sur l'illusion;
- 1978, Le réél : traite de l'idiotie;
- 1979(85), L'objet singulier;
- 1983, La force majeure;
- 1985, Le philosophe et les sortilèges;
- 1988, Le Principe de cruauté;
- 1991, En ce temps-là : notes sur Louis Althusser;
- 1991, Principes de la sagesse et de la folie;
- 1992, Matière d'art : hommages;
- 1995, Le choix des mots;
- 1997, Le démon de la tautologie;
- 1999, Route de nuit : Episodes cliniques;
- 1999, Loin de moi : étude sur l'identité;
- 2000, Le réél, l'imaginaire et l'illusoire;
- 2001, Le régime des passions et autres textes;
- 2001(12), Propos sur le cinéma;
- 2001, Écrits sur Schopenhauer;
- 2003, "Franchise postale" (with Michel Polac);
- 2004, Impressions fugitives : l'ombre, le reflet, l'écho;
- 2006, Fantasmagories;
- 2008, L'Ecole du réel;
- 2008, La nuit de mai;
- 2008, Une passion homicide... et autres textes;
- 2008, Ecrits satiriques. 1. Précis de philosophie moderne
- 2009, Le monde perdu;
- 2010, Tropiques. Cinq conférences mexicaines;
- 2011, Les Matinées savantes
- 2012, Récit d'un noyé;
- 2012, L'invisible.